# Sveta Marija na Krasu (miasto Buje)
Sveta Marija na Krasu (wł. Madonna del Carso) – wieś w Chorwacji, w żupanii istryjskiej, w mieście Buje. W 2011 roku pozostawała niezamieszkana.